# Eupromachus alienigenus
Eupromachus alienigenus är en insektsart som beskrevs av Brunner von Wattenwyl 1907. Eupromachus alienigenus ingår i släktet Eupromachus och familjen Phasmatidae. Inga underarter finns listade i Catalogue of Life.